# Landtag Schwarzburg-Rudolstadt (1880–1883)
Dieser Artikel behandelt den Landtag Schwarzburg-Rudolstadt 1880–1883.

## Landtag
Die Landtagswahl fand am 16. August 1880 statt. 
Als Abgeordnete wurden gewählt: 
| Name                                 | Partei | Wohnort       | Kurie             | Wahlkreis                        | Anmerkung                                                            |
| ------------------------------------ | ------ | ------------- | ----------------- | -------------------------------- | -------------------------------------------------------------------- |
| Gustav Adolph Baumbach               | NLP    | Königsee      | Höchstbesteuerte  | Landratsamtsbezirk Königsee      | Mandat am 24. September 1881 niedergelegt. Nachfolger: Schmideknecht |
| Johann Carl Wilhelm Julius Bergmann  |        | Blechhammer   | Allgemeine Wahlen | Oberweißbach                     |                                                                      |
| Carl Hermann Louis Dornheim          |        | Stadtilm      | Allgemeine Wahlen | Ilm                              |                                                                      |
| Johann Friedrich August Friedrich    |        | Mehrstedt     | Allgemeine Wahlen | Schlotheim                       |                                                                      |
| Ludwig Karl von Holleben             | DRP    | Rudolstadt    | Allgemeine Wahlen | Leutenberg                       |                                                                      |
| Wilhelm Anton Klipsch                | NLP    | Frankenhausen | Allgemeine Wahlen | Frankenhausen I                  |                                                                      |
| Karl Gustav Philipp Knoch            | NLP/LV | Blankenburg   | Allgemeine Wahlen | Blankenburg                      |                                                                      |
| Carl Friedrich August Otto Körbitz   | DRP    | Königsee      | Allgemeine Wahlen | Königsee II                      |                                                                      |
| Friedrich Rudolf Lüttich             | freis. | Esperstedt    | Höchstbesteuerte  | Landratsamtsbezirk Frankenhausen |                                                                      |
| Johann Christian Ludwig Marlier      | NLP    | Rudolstadt    | Höchstbesteuerte  | Landratsamtsbezirk Rudolstadt I  |                                                                      |
| Ernst Emil Eduard Meisel             | NLP    | Geiersthal    | Allgemeine Wahlen | Katzhütte                        |                                                                      |
| Carl Hermann Mittelhäuser            |        | Volkstedt     | Allgemeine Wahlen | Rudolstadt II                    |                                                                      |
| Robert Obstfelder                    |        | Königsee      | Allgemeine Wahlen | Königsee I                       |                                                                      |
| Freund Gottfried Gottlob Carl Scherf | F      | Rudolstadt    | Allgemeine Wahlen | Rudolstadt I                     |                                                                      |
| Johann Ludwig Friedrich Schmidt      |        | Hengelbach    | Höchstbesteuerte  | Landratsamtsbezirk Rudolstadt II |                                                                      |
| Johann Daniel Schmiedeknecht         |        | Herschdorf    | Höchstbesteuerte  | Landratsamtsbezirk Königsee      | Ab 6. Dezember 1881 als Nachfolger von Baumbach                      |
| Wilhelm Carl Weinreich               |        | Ringleben     | Allgemeine Wahlen | Frankenhausen II                 |                                                                      |

Der Landtag wählte unter Alterspräsident Hermann Mittelhäuser seinen Vorstand. Landtags-Director (Parlamentspräsident) wurde Anton Klipsch. Als Stellvertreter wurde Eduard Meisel gewählt.
Der Landtag kam zwischen dem 27. September 1880 und dem 26. Mai 1883 zu 15 öffentlichen Plenarsitzungen in zwei ordentlichen Sitzungsperioden zusammen.